# M-13 (superordinateur)
Le M-13 était un superordinateur soviétique, conçu à partir de 1982, et livré à partir de 1986,. 
Le M-13 était spécialement conçu pour traiter de grandes séries de données en simple précision (transformée de Fourrier rapide, fonctions de corrélation, tests d'hypothèse, etc). 

## Historique
Le projet est initié en 1980 par l'ingénieur ukrainien Mikhail Alexandrovitch Kartsev, à partir de son expérience sur le superordinateur multiprocesseur M-10, secondé des ingénieurs Y.V. Rogachev, L.Y. Miller, A.Y. Karasik, L.V. Ivanov, and R.P. Shidlovsky. En 1982 sa conception est fixée, mais la production ne commence qu'en 1984, après le décès de Kartsev. Les deux premières machine sont finalement livrées pour test en 1986. Finalement en 1988, les 6 premières sont mises en service dans le premier complexe de calcul.
La production a durée jusqu'en 1992, et la livraison 18 superordinauteurs.

## Comparaison avec le Cray-2
La propagande communiste a souvent essayé de présenter le M-13 comme étant le premier ordinateur à franchir la barre du gigaFlops (109 FLOPS).
Toutefois, le premier ordinateur à franchir la barre du gigaFLOPS est le superordinateur américain Cray-2, entré en service opérationnel au LLNL en 1985,.
Les deux machines sont incomparables en terme de performances et de capacité, le M-13 étant un ordinateur ultra-spécialisés pour effectuer des Transformées de Fourrier Rapides sur des nombres 32 bits, avec une mémoire extrêmement limitée, le Cray-2 étant un ordinateur polyvalent, capable de faire du calcul vectoriel ou scalaire sur nombres florrant 64 bits à très haute vitesse, et avec une capacité mémoire gigantesque.
|        | Mise en Service | Nombre de processeurs               | Performance | Mémoire Vive | Taille des registre |
| ------ | --------------- | ----------------------------------- | ----------- | ------------ | ------------------- |
| Cray-2 | 1985            | 4                                   | 1.9 GFlops  | 2 Go         | 64 bits             |
| M-13   | 1988            | 1 Central + Processeurs spécialisés | 1.2 GFlops  | 40 Mo        | 32 bits             |

## Description
Le M-13 est un superordinateur massivement parallèle, composé,:
- Unité centrale de traitement (Центральный управляющий процессор). Jusqu'à 48 MIPS. Elle est composée de :
  - Unité Arithmétique et Logique vectoriel (ALU, АЛУ, арифметико-логическое устройство) : Selon la configuration, le M-13 peut comprendre 1, 2 ou 4 armoires ALU. Chacune contient 4 processeurs. Chaque processeur effectue des opérations sur une paire d'opérandes 32 bits, ou deux paires 16 bits, ou 4 paires 8 bits
  - Mémoire Vive Principale (RAM, ОПГ, оперативная память Главная) : jusqu'à 1 Mo
  - Mémoire Permanente Principale (ППГ, память постоянная главная) : jusqu'à 1 Mo
  - Mémoire de 2nd niveau à semi-conducteurs (ОПП, оперативная память второго уровня) : jusqu'à 32 Mo
  - Unité Centrale d’Édition (ЦУР, центрального устройства редактирования) : compacte les tableaux de données et applique des masques binaires, pour préparer les vecteurs pour la suite des traitements. Jusqu'à 600 MIPS pour des opérandes d'un seul octet
  - Unité Centrale de Contrôle (ЦУУ, Центральное устройство управления) : processeur booléen pour le contrôle des flux d'instructions et pour l'application de masques vectoriels, et processeur d'adresse . Jusqu'à 3 MIPS.
  - Processeur de contrôle central (ЦУП, Центральный управляющий процессор) : Support matériel pour le système d'exploitation et contrôle des processus. Il est relié par des interfaces de contrôle à tous les processeurs de la machine.
  - L'unité de contrôle du bus de code (УКШ, Устройство управления кодовыми шинами) : contient des tables de mémoire virtuelle. Il relie tous les dispositifs de la machine à la mémoire interne.
- Unités d'Interface (УАС, Устройство абонентского сопряжения ) : Interfaces programmables, qui permettaient de connecter à la machine des dispositifs standard et spécialisés (dispositifs temps réel, stations radar, etc). 4 à 128 processeurs d'interfaçage, Jusqu'à 350 MIPS
- Canal multiplex (МПК, Мультиплексный канал) : assure l'interface entre le sous-système d'E/S, l'Unité Centrale de Contrôle, les Unités d'Interface, et la mémoire interne, assure les opérations d'échange dans les canaux, la répartition des opérations dans les canaux, l'organisation de l'adressage virtuel et relatif, etc.  Débit jusqu'à 100 Mo/s
- Processeurs Spécialisés (ПОФ, Процессор обработки функций), qui vont permettre le calcul massivement parallèle. Ce sont des processeurs vectoriels spécialisé, conçus pour le traitement en parallèle sur des nombres complexes.  Ils sont composés de 3 éléments :
  - Dispositifs de Mémoire d'Hypothèse (УПГ, устройств памяти гипотез). jusqu'à 128 Mo
  - Processeur de Traitement Coordonnée (ПКО, процессоров когерентной обработки)
  - Partie Spécialisée (СПЧ, Специализированная часть)

La technologie choisie était Transistor-Transistor logic. 

## Modèles
Trois modèles de puissances différentes étaient proposés
| Modèle  | MIPS | RAM (MB) | Bande passante (GB/s) |
| ------- | ---- | -------- | --------------------- |
| M-13/10 | 12   | 8.5      | 0.8                   |
| M-13/20 | 24   | 17       | 1.6                   |
| M-13/20 | 48   | 34       | 3.2                   |